# NWA Brass Knuckles Championship (Florida version)
L'NWA Brass Knuckles Championship (Florida version) è stato un titolo promosso dalla federazione Championship Wrestling from Florida, un territorio della National Wrestling Alliance.
Il titolo fu attivo dal 1960, anno in cui iniziò ad essere difeso, fino al 1984, quando smise di essere messo in palio e fu di fatto disattivato.

## Storia
Il termine brass knuckles (letteralmente: tirapugni di ottone) rappresenta la natura di questo titolo: gli incontri titolati vedevano inizialmente la possibilità per i lottatori di utilizzare dei tirapugni, anche se questa regola fu sostituita in seguito da un più generico incontro senza squalifiche. All'interno dei territori NWA furono promossi, nel corso degli anni, un totale di otto titoli con questo nome.
Nonostante una prima versione del titolo fosse in circolo nel territorio del Texas, la Championship Wrestling from Florida iniziò a promuoverne una sua versione, in maniera intermittente a partire dal 1960, quando era noto come NWA World Brass Knuckles Championship prima di essere considerato inattivo dal 1963. Cinque anni più tardi la CWF ripropose il titolo, cambiandogli leggermente nome in NWA Brass Knuckles Championship, rimuovendo quindi la dicitura World.
Sotto questo nome il titolo rimase attivo fino al 1984, quando venne dismesso e di fatto disattivato.

## Albo d'oro
| Legenda  |                                                                               |
| -------- | ----------------------------------------------------------------------------- |
| #        | Indica il numero del regno titolato                                           |
| Regno    | Viene indicato il numero del regno del campione                               |
| Data     | La data in cui il titolo è stato vinto                                        |
| Località | Indica il luogo in cui il titolo è stato vinto                                |
| Note     | Indica notizie particolari riguardanti i cambi di titolo o altre informazioni |

| #                                 | Campione              | Regno | Data             | Giorni | Località                  | Evento     | Note | Fonti |
| --------------------------------- | --------------------- | ----- | ---------------- | ------ | ------------------------- | ---------- | --- | ----- |
| 1                                 | Danny McShain         | 1     | gennaio 1960     | --     | --                        | House show | L'11 gennaio 1960 i giornali della zona riportano che McShain aveva vinto il titolo "di recente", con il nome di NWA World Brass Knuckles Championship. |       |
| 2                                 | Jan Madrid            | 1     | 22 febbraio 1960 | 7      | Orlando, Florida          | House show | |       |
| 3                                 | Eddie Graham          | 1     | 29 febbraio 1960 | 50     | Orlando, Florida          | House show | |       |
| 4                                 | Mike DiBiase          | 1     | 16 aprile 1960   | 7      | Tampa, Florida            | House show | |       |
| 5                                 | Eddie Graham          | 2     | 26 aprile 1960   | --     | Tampa, Florida            | House show | Graham era ancora promosso come campione il 20 maggio 1963; successivamente il titolo è considerato inattivo.                                           |       |
| Storia del titolo non documentata |                       |       |                  |        |                           |            | |       |
| 6                                 | Johnny Valentine      | 1     | 23 aprile 1968   | 48     | Tampa, Florida            | House show | La CWF riattivò il titolo con il nome di NWA Brass Knuckles Championship.                                                                               |       |
| 7                                 | Eddie Graham          | 3     | 10 giugno 1968   | 24     | Orlando, Florida          | House show | |       |
| 8                                 | Boris Malenko         | 1     | 4 luglio 1968    | 26     | Jacksonville, Florida     | House show | |       |
| 9                                 | Joe Scarpa            | 1     | 30 luglio 1968   | 23     | Tampa, Florida            | House show | |       |
| 10                                | Boris Malenko         | 2     | 22 agosto 1968   | 74     | Jacksonville, Florida     | House show | |       |
| 11                                | José Lothario         | 1     | 4 novembre 1968  | 14     | Orlando, Florida          | House show | |       |
| 12                                | Boris Malenko         | 3     | 18 novembre 1968 | 136    | Orlando, Florida          | House show | |       |
| 13                                | The Gladiator         | 1     | 3 aprile 1969    | 14     | Jacksonville, Florida     | House show | |       |
| 14                                | Boris Malenko         | 4     | 17 aprile 1969   | 6      | Jacksonville, Florida     | House show | |       |
| 15                                | Joe Scarpa            | 2     | 23 aprile 1969   | 67     | Miami Beach, Florida      | House show | |       |
| 16                                | Boris Malenko         | 5     | 29 giugno 1969   | 66     | Miami Beach, Florida      | House show | |       |
| 17                                | Beautiful Brutus      | 1     | 3 settembre 1969 | 62     | Miami Beach, Florida      | House show | | [ 3 ] |
| 18                                | Dale Lewis            | 1     | 4 novembre 1969  | 16     | Miami Beach, Florida      | House show | |       |
| 19                                | Don Curtis            | 1     | 20 novembre 1969 | 21     | Jacksonville, Florida     | House show | |       |
| 20                                | The Missouri Mauler   | 1     | 11 dicembre 1969 | 26     | Jacksonville, Florida     | House show | |       |
| 21                                | Danny Miller          | 1     | 6 gennaio 1970   | 42     | Tampa, Florida            | House show | |       |
| 22                                | The Missouri Mauler   | 2     | 17 febbraio 1970 | 74     | Tampa, Florida            | House show | |       |
| 23                                | José Lothario         | 2     | 2 maggio 1970    | 24     | San Juan, Porto Rico      | House show | |       |
| 24                                | Thunderbolt Patterson | 1     | 26 maggio 1970   | 86     | Tampa, Florida            | House show | |       |
| 25                                | José Lothario         | 3     | 22 agosto 1970   | 101    | San Juan, Porto Rico      | House show | |       |
| 26                                | Dusty Rhodes          | 1     | 1 dicembre 1970  | --     | Tampa, Florida            | House show | |       |
| —                                 | Vacante               | —     | dicembre 1970    | —      | —                         | —          | Il titolo fu reso vacante per motivi non noti. |       |
| 27                                | Tarzan Tyler          | 1     | 22 dicembre 1970 | 39     | Tampa, Florida            | House show | |       |
| 28                                | Ciclòn Negro          | 1     | 30 gennaio 1971  | 24     | Miami Beach, Florida      | House show | |       |
| 29                                | Boris Malenko         | 6     | 23 febbraio 1971 | 57     | Tampa, Florida            | House show | |       |
| 30                                | The Champion          | 2     | 21 aprile 1971   | 14     | Miami Beach, Florida      | House show | The Champion era già stato campione con il nome di Tarzan Tyler.                                                                                        |       |
| 31                                | Dale Lewis            | 2     | 5 maggio 1971    | 38     | Miami Beach, Florida      | House show | | [ 4 ] |
| 32                                | Bob Roop              | 1     | 12 giugno 1971   | 19     | Jacksonville, Florida     | House show | |       |
| 33                                | Bobby Duncum          | 1     | 1 luglio 1971    | 166    | Jacksonville, Florida     | House show | |       |
| 34                                | George Gaiser         | 1     | 14 dicembre 1971 | 7      | Tampa, Florida            | House show | |       |
| 35                                | Bobby Duncum          | 2     | 21 dicembre 1971 | 37     | Tampa, Florida            | House show | |       |
| 36                                | Boris Malenko         | 7     | 27 gennaio 1972  | 61     | Tampa, Florida            | House show | |       |
| 37                                | Bearcat Wright        | 1     | 28 marzo 1972    | 48     | Tampa, Florida            | House show | |       |
| 38                                | Boris Malenko         | 8     | 15 maggio 1972   | 22     | Tampa, Florida            | House show | |       |
| 39                                | PAul Jones            | 1     | 6 giugno 1972    | 7      | Tampa, Florida            | House show | |       |
| 40                                | Jack Brisco           | 1     | 13 giugno 1972   | 0      | Tampa, Florida            | House show | |       |
| —                                 | Vacante               | —     | 13 giugno 1972   | —      | —                         | —          | Il titolo fu reso vacante per motivi non noti. |       |
| Storia del titolo non documentata |                       |       |                  |        |                           |            | |       |
| 41                                | Dusty Rhodes          | 2     | dicembre 1972    | --     | --                        | House show | |       |
| —                                 | Vacante               | —     | dicembre 1972    | —      | —                         | —          | Il titolo fu reso vacante quando Dusty Rhodes attaccò il presidente della NWA Sam Muchnick.                                                             |       |
| 42                                | Tarzan Tyler          | 3     | 22 dicembre 1972 | --     | Tampa, Florida            | House show | In un torneo per riassegnare il titolo vacante. |       |
| Storia del titolo non documentata |                       |       |                  |        |                           |            | |       |
| 43                                | Killer Karl Kox       | 1     | 1975             | --     | --                        | House show | Vincendo un torneo con il palio il titolo. |       |
| 44                                | Rocky Johnson         | 1     | 1976             | --     | --                        | House show | |       |
| Storia del titolo non documentata |                       |       |                  |        |                           |            | |       |
| 45                                | Steve Keirn           | 1     | 2 ottobre 1978   | --     | West Palm Beach, Florida  | House show | Keirn vinse il titolo sconfiggendo Killer Karl Kox, ma non è chiaro se Kox fosse il campione o se si trattasse di uno spareggio per il titolo vacante.  |       |
| Storia del titolo non documentata |                       |       |                  |        |                           |            | |       |
| 46                                | Killer Karl Kox       | 2     | 1978             | --     | --                        | House show | |       |
| 47                                | Sonny King            | 1     | febbraio 1979    | --     | --                        | House show | |       |
| 48                                | Killer Karl Kox       | 3     | maggio 1979      | --     | --                        | House show | |       |
| Storia del titolo non documentata |                       |       |                  |        |                           |            | |       |
| 49                                | Dick Slater           | 1     | ottobre 1980     | --     | --                        | House show | |       |
| Storia del titolo non documentata |                       |       |                  |        |                           |            | |       |
| 50                                | Jerry Lawler          | 1     | 1981             | --     | --                        | House show | |       |
| Storia del titolo non documentata |                       |       |                  |        |                           |            | |       |
| 51                                | Ciclòn Negro          | 2     | maggio 1982      | --     | --                        | House show | |       |
| Storia del titolo non documentata |                       |       |                  |        |                           |            | |       |
| 52                                | Blackjack Mulligan    | 1     | settembre 1983   | --     | --                        | House show | |       |
| 53                                | Black Bart            | 1     | gennaio 1984     | --     | --                        | House show | |       |
| 54                                | Blackjack Mulligan    | 2     | 5 maggio 1984    | --     | Saint Petersburg, Florida | House show | | [ 4 ] |
| 55                                | Panama Gang           | 1     | novembre 1984    | --     | Saint Petersburg, Florida | House show | |       |
| —                                 | Disattivato           | —     | 1984             | —      | —                         | —          | Il titolo smise di essere promosso ed è considerato vacante.                                                                                            |       |